# Alexander Hood
Sir Alexander Hood, britanski general, * 25. september 1888, † 11. september 1980.